# Nikolaï Koulbine
Nikolaï Ivanovitch Koulbine (en russe : Николай Иванович Кульбин), né le 20 avril 1868 (2 mai dans le calendrier grégorien) à Saint-Pétersbourg et mort le 6 mars 1917 à Saint-Pétersbourg), est un peintre et musicien russe, théoricien de l'avant-garde russe, mécène, théoricien du théâtre et philosophe ; un des premiers organisateur des réunions entre artistes, des expositions d'art nouveau en Russie, initiateur de débats, d'éditions collectives, d'encyclopédies. Docteur en médecine (1895) et médecin militaire, chargé de cours à l'académie de médecine de l'armée S. M. Kirov (à partir de 1907), médecin de l'État-major général (1903−1917), fonctionnaire de niveau 4 : conseiller d'État .

## Biographie
Koulbine s'intéresse à l'art durant toute sa vie, mais les circonstances font qu'il n'a pas l'occasion de réaliser toutes ses ambitions dans ce domaine. Lorsque sa situation matérielle et sociale s'améliore enfin, il se lance activement dans des activités artistiques et se fait connaître surtout comme organisateur d'expositions et comme théoricien de l'avant-garde russe en peinture. 
En janvier 1908 il crée et finance l'association « Le Triangle — groupe artistique et psychologique » (avec les deux fondateurs de l'Union de la Jeunesse, Mikhaïl Matiouchine et son épouse Elena Gouro, I. S. Chkolnika, E. К. Spandikova et encore d'autres artistes).

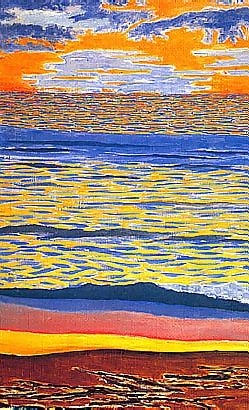
Nikolai Koulbine - Paysage marin 1916-1917

Il organise et participe de nombreuses expositions : « Tendances actuelles » (1908), « Lien » (1908), « Les impressionnistes » (1909), « Triangle — Couronne » (1910), Salon d'automne (Paris, 1913); « Exposition internationale du futurisme » (Rome, 1914), Salon des indépendants(Paris, 1914) et d'autres encore.
L'exposition « Les impressionnistes » est importante du fait des personnalités qui sont présentes et qui formeront l'année suivante en 1910 le noyau de l'« Union de la Jeunesse » : Mikhaïl Matiouchine, Alexeï Kroutchenykh, Elena Gouro. Koulbine exposait aussi ses propres dessins et ceux du poète Vassili Kamenski. Vladimir Baranov-Rossiné, qui partira l'année suivante à Paris où il sera connu sous le nom de Rossiné, expose son tableau « Pleurs d'automne ».
Il est l'auteur d'un essai en 1909 intitulé « Musique libre » (1909), et de nombreux articles sur les problématiques liées à l'art. Attiré par tout ce qui était nouveau en art il se rendait compte de l'insuffisance idéologique de proclamation d'artistes tels que les « Aveniristes ». Il prenait part aux débats publics, faisait des conférences, essayait de résoudre les malentendus entre « aveniristes », « aveniriens », « futuristes », « cubo-futuristes ». 
De formation scientifique il tenta même de déduire des lois à partir d'appareils destinés à mesurer les sensations premières inconscientes, auxquelles il donna le nom d'« unité koulbine ». Cette unité est égale à la sensation d'une piqûre d'aiguille sur la peau d'une profondeur de 0.01 millimètre. Selon lui ces sensations sont fixées par des signes dans le cerveau de l'homme et se distinguent entre elles par le rythme de celui qui fait la piqûre. 
Ensemble avec Vsevolod Meyerhold, il crée en 1910 le «Théâtre intime» (La « Compagnie du théâtre intime » fut créée à l'automne 1909 par N. S. Krouglikov, А. А. Mgebrov, B. К. Pronin et Nicolas Evreïnoff). En 1912 il crée le théâtre coopératif Teriok et en 1913 il prend part aux répétitions et à la préparation de l'opéra futuriste «Victoire sur le soleil».
(livret :Alexeï Kroutchenykh, musique de Mikhaïl Matiouchine, décors Kasimir Malevitch, mise en scène Union de la jeunesse.)

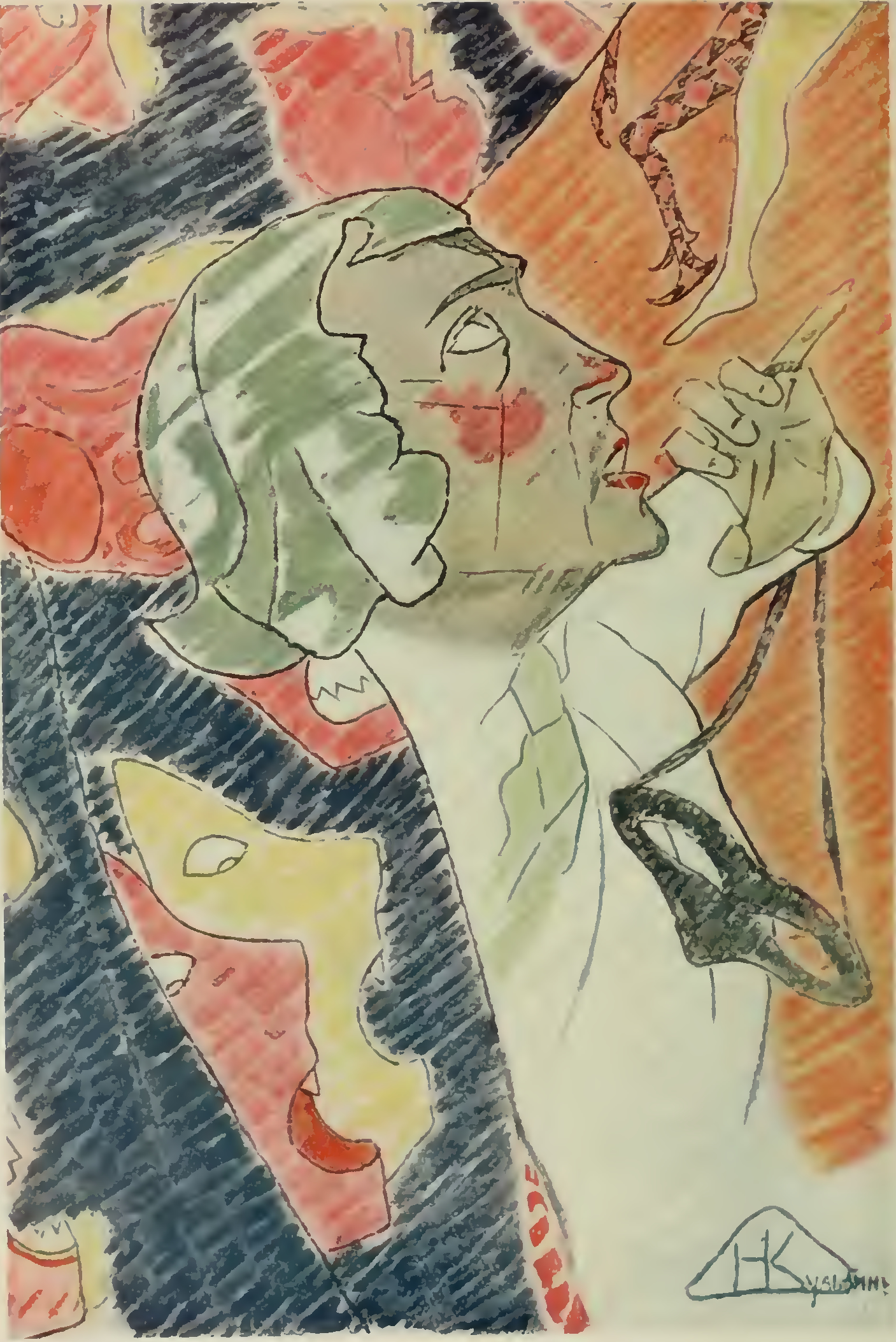
Portrait d' Evreinov par Koulbine

Beaucoup de tentatives et d'essais artistiques ont lié Koulbine à Nicolas Evreïnoff qui tout au long de sa vie se trouva dans le cercle des compagnons et proches amis de Koulbine . Dans le recueil « Nudité sur scène » (1911) d'Evreïnoff, Nikolaï Koulbine insère ses considérations, intitulées : « Le temps de la nudité en art ». Grâce à leur amitié commune pour Nikolaï Kalmakov, ils participent ensemble à la dernière mise au point des spectacles d'Evreïnoff.
En rassemblant l'expérience des deux expositions « les Impressionnistes », Koulbine fait paraître en 1910 une « Étude des Impressionnistes », dans laquelle on retrouve : des tableaux de David Bourliouk et des poèmes de son frère Nicolas Bourliouk, des vers de Velimir Khlebnikov (de son vrai prénom Viktor) « Opus 2 » ; la seconde partie du recueil « monodrame » de Nicolas Evreïnoff : « La représentation de l'amour », est illustrée par Koulbine, L. F. Chmit-Rijov et E. P. Vachenko.
Koulbine peint quelques portraits d'Evreïnoff. Il illustre ses livres « Théâtre pour soi » et « Théâtre s'il en est ». Ensemble avec B. K. Pronin, il crée le cabaret « Au chien errant »(1911).
Dans la revue « Sagittaire », on retrouve son nom en dessous de ceux d'Alexandre Blok, David Bourliouk,Vassili Kamenski, Alexeï Kroutchenykh, Vladimir Maïakovski et d'autres encore avec celui d'Evreïnoff.
Il organise de nombreuses manifestations en vue de populariser l'art contemporain. Ainsi il prend en charge l'accompagnement de voyages de représentants éminents de l'avant-garde tels Arnold Schönberg (1912) et Filippo Tommaso Marinetti (1914)) à Saint-Pétersbourg.

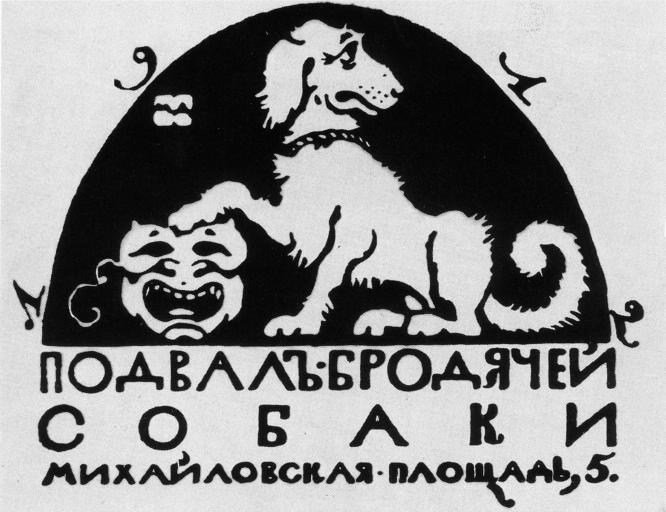
logo Au chien errant 1912

Il participe à de nombreuses manifestations collectives des futuristes russes. Il co-dirige le cabaret artistique de Saint-Pétersbourg« Au chien errant » (1911).
Koulbine était plus âgé que les artistes qui l'entouraient, il disposait outre d'une aisance matérielle d'une position sociale en vue. Les artistes qui l'entourèrent trouvèrent en lui un ami prêt à les aider et un idéologue qui les encourageait dans leurs recherches artistiques.

## Sources
- Калаушин Б. М. . Николай Кульбин: Поиск. Из истории русского авангарда. // Альманах «Аполлон». Том I, книга I. — Санкт-Петербург: ИГ «Аполлон». 1994  (ISBN 5-88670-002-1) (Т. 1, кн. 1)  (ISBN 5-88670-001-3) (А.) (B M. Kalaouchin: Nikolaï Koulbine, Recherches sur l'histoire de l'avant-garde).
- Калаушин Б. М. . Николай Кульбин: Документы: Статьи, дневники Н. И. Кульбина. Неопубликованное. Воспоминания. Материалы. Библиография. Летопись художественной жизни 1986-1995. // Альманах «Аполлон». Том I, книга II. — Санкт-Петербург: ИГ «Аполлон». 1995  (ISBN 5-88670-004-8) (Т. 1, кн. 2)  (ISBN 5-88670-001-3) (А.)(B M. Kalaouchin: Nikolaï Koulbine, souvenirs, documents, annales sur la vie du peintre)
- Кульбин. Санкт-Петербург: Изд. Общества Интимного театра. 1912 (Sergueï Soudeïkine «Художник-зритель», Nicolas Evreïnoff «Кульбин», Сергей Городецкий «Тот, кому дано возмущать воду» и «Кульбину». 10 репродукций произведений Н. Кульбина).

(Koulbine: Société du théâtre intime. 1912 . Dix reproductions d'œuvres de Koulbine)
- Ковтун Е. Ф. Русская футуристическая книга. — М.: Книга. 1989 (E. F. Kovtoun: Le livre des futuristes russes)

## Liens
- Л. Козьменко Николай Кульбин. Свободная Музыка / «Русские художники». Энциклопедический словарь. Санкт-Петербург: Азбука. 1998 — на сайте Терем-центр. Центр электроакустической музыки
- Николай Кульбин на сайте Энциклопедия СПб

- (ru) Cet article est partiellement ou en totalité issu de l’article de Wikipédia en russe intitulé « Кульбин, Николай Иванович » (voir la liste des auteurs).